# Badgam
Badgam est une ville indienne située dans le district de Badgam dans le territoire du Jammu-et-Cachemire. En 2011, sa population était de 15 338 habitants.